# Buddha Museum di Fo Guang Shan

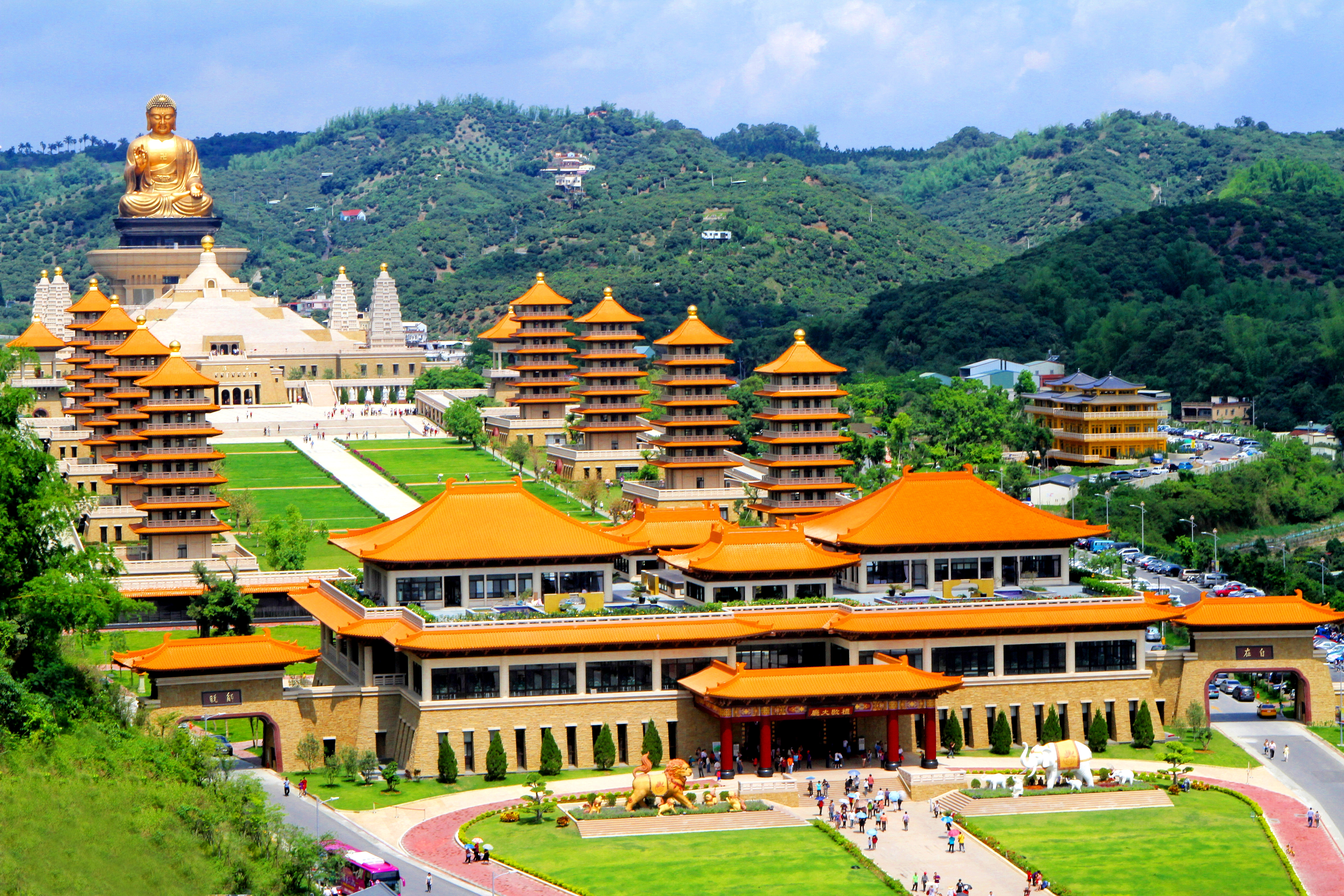

Il Buddha Museum di Fo Guang Shan (cinese tradizionale: 佛光山佛陀紀念館; pinyin: fóguāngshān fótuó jìniànguǎn), precedentemente conosciuto come Buddha Memorial Center, è un museo culturale, religioso ed educativo sul buddismo Mahayana, situato nel distretto di Dashu, a Kaohsiung (Taiwan). Il museo è affiliato all’ordine monastico cinese Fo Guang Shan, una delle maggiori organizzazioni buddiste di Taiwan. Esso ospita una delle reliquie (un dente) di Sakyamuni Buddha, il fondatore della fede buddista. La sua costruzione cominciò nel 2008 e venne aperto al pubblico nel dicembre 2011. Il museo venne accettato come membro più giovane dell'International Council of Museums (ICOM) nel 2014, e fin dalla sua apertura è comparso spesso su TripAdvisor nella top ten dei luoghi di interesse di Taiwan.

## Storia
Nel 1998, il maestro Hsing Yun si recò a Bodh Gaya, in India, per il conferimento dei precetti durante la cerimonia di ordinazione completa di monaci e monache. Qui ricevette la reliquia del Buddha da Kunga Dorje Rinpoche, che gliela affidò dopo averla salvaguardata per quasi trent'anni. Rinpoche fu colpito dagli sforzi profusi da Fo Guang Shan nel promuovere gli scambi tra le diverse tradizioni buddiste, e si augurò che la reliquia potesse essere custodita a Taiwan come simbolo di continuità del Dharma. Il venerabile Hsing Yun sostiene che "Buddha non necessita della venerazione o riverenza di nessuno, sono gli esseri umani che bisognano di ispirazione per coltivare pensieri retti e purificare la loro mente. Venendo qui a rendere omaggio, le persone possono conoscere il dharmakaya di Buddha, e trovare così la strada per comprendere le sue virtù e metterle in pratica nella vita quotidiana. Buddha non bisogna di un monumento, ma le persone sì. Ho costruito il museo con questo in mente”.

### Fondazione
Pertanto, con questi propositi, il maestro Hsing Yun si mise alla ricerca di un terreno adatto alla costruzione del Buddha Museum, che per sua fortuna trovò proprio dietro il Monastero Fo Guang Shan. Più di un centinaio di revisioni sono avvenute durante la progettazione del museo, ma appena le fondamenta vennero completate, il Maestro ebbe una ispirazione improvvisa: usando alcune bottiglie di acqua minerale, una scatola di fazzoletti e qualche giornale, abbozzò un semplice plastico di quello che sarebbe divenuto l’odierno Buddha Museum.

### Obiettivi del Buddha Museum
- Presentare il buddismo attraverso l’arte e la letteratura
- illustrare il buddismo usando il cinema
- proporre il buddismo mettendo in pratica i suoi aspetti umanistici (con riferimento non all’umanesimo rinascimentale europeo bensì all’accezione più ampia dell’odierno termine umanesimo)n.d.t.
- far conoscere il buddismo nelle dinamiche internazionali.

### Valori

#### Tre atti di bontà
- Fare buone azioni
- dire buone parole
- nutrire buoni pensieri.

#### Quattro doni
- Donare fiducia
- dare gioia
- elargire speranza
- donare comodità.

### Missione
- Preservare la civiltà umana e documentarne la storia
- promuovere l'arte buddista attraverso esposizioni e conferenze
- sviluppare nuove idee favorendo la cooperazione ed il mutuo supporto tra i musei
- incentivare le arti e la protezione ambientale con l’educazione alla vita (life education)
- favorire la fruizione e condivisione di risorse e servizi comuni nel rispetto di tutti.

## Architettura

### Ingresso principale
L'ingresso principale è fiancheggiato dalla porta della Tranquillità e dalla porta della Liberazione. Il leone e l'elefante, accompagnati dai loro cuccioli, accolgono i visitatori ai lati dell’ingresso. L'elefante sulla destra, che misura cinque metri in altezza e sei metri in lunghezza, simboleggia il concepimento del principe Siddharta che entrò nel ventre materno su un elefante bianco, mentre il leone sulla sinistra, che ha le stesse dimensioni, rappresenta “il ruggito” del Buddha, metafora che esprime il valore ineguagliabile dei suoi insegnamenti. Nell’atrio, al banco informazioni, i visitatori possono reperire gratuitamente passeggini e sedie a rotelle per anziani e disabili. Sono inoltre presenti ristoranti, un buffet e una caffetteria di Starbucks, per ogni comodità. Avviandosi verso l’uscita sulla destra ci si imbatte nel negozio dello scultore Wu Ching, divenuto famoso per i suoi lavori di oreficeria, i quali hanno costituito una delle prime mostre del museo. Sullo stesso lato è anche presente il negozio di Liuli Gongfang, con lavori dell'artista Loretta Yang, la cui statua di Avalokiteśvara dalle mille braccia e mille occhi è elemento permanente nel santuario di Avalokiteśvara.

### Le otto pagode
Le otto pagode lungo la via verso il Grande Buddha, rappresentano ognuna diverse idee o precetti.

#### Pagoda dell'unico insegnamento
L'unico insegnamento si riferisce al buddismo umanistico, e precisamente agli insegnamenti buddisti volti ad ottenere una vita felice. È inoltre possibile affittare la pagoda come spazio multifunzionale per tenere incontri, attività e corsi di formazione.

#### Pagoda delle due assemblee
Le due assemblee alludono sia alla assemblea monastica sia a quella laica. La pagoda, allestita con giochi interattivi ed un teatro per le proiezioni in 3D, è stata realizzata pensando ai bambini, i quali possano apprendere attraverso i video interattivi come praticare i tre atti di bontà (fare buone azioni, dire buone parole e nutrire buoni pensieri). Il teatro multimediale inoltre permette ai visitatori di sperimentare il rilascio in cielo delle lanterne cinesi in forma virtuale.

#### Pagoda delle tre virtù
Le tre virtù riguardano le buone azioni di corpo, parola e mente. Questa pagoda è un ufficio comune composto da una sala riunioni e due vani per gli ospiti.

#### Pagoda dei quattro doni
Donare fiducia, gioia, speranza e comodità, questi i quattro doni. I visitatori possono qui trovare una libreria ove leggere e rilassarsi, dove ogni sabato e domenica hanno luogo sessioni di narrazione dalle 10 alle 16,30 presso l'angolo dei bambini. Si possono inoltre trovare canti buddisti, canti per bambini e musica d’orchestra in formato multimediale.

#### Pagoda delle cinque armonie
Le cinque armonie nascono così: 
“L'armonia personale dalla gioia, l’armonia interpersonale dal rispetto, l’armonia familiare dalla deferenza, l’armonia sociale dalla cooperazione e l’armonia mondiale dalla pace". Qui si celebrano eventi dedicati alla famiglia, come matrimoni alla maniera buddista, benedizione dei neonati e compleanni, con l’opportunità di fotografare e conservare questi gioiosi momenti.

#### Pagoda delle sei perfezioni
Questa pagoda prende il nome dalle sei perfezioni, ovvero il dono, l'etica, la pazienza, la diligenza, la meditazione e la saggezza. È qui fornita una descrizione del “Fondo fiduciario per l’istruzione pubblica venerabile maestro Hsing Yun”, che si aggiunge ad una esposizione delle famose opere di “Calligrafia ad un sol tratto” del Maestro. Inoltre, una presentazione video in 3D mostra come egli realizzi le sue calligrafie utilizzando il suo “occhio interiore”.

#### Pagoda dei sette ammonimenti
I sette ammonimenti sono una condanna verso droga, pornografia, violenza, furto, gioco d'azzardo, alcool e maldicenza, così da infondere un atteggiamento mentale positivo in tutti gli individui, le famiglie e l'intera società. Se ognuno pensasse in maniera positiva, la società diverrebbe una beata terra pura. La pagoda dei sette ammonimenti serve da luogo di ristoro dove rilassarsi con una tazza di tè.

#### Pagoda dell'ottuplice sentiero
L'ottuplice sentiero indica gli otto fattori che conducono una persona alla liberazione: retta visione, retta comprensione, retta parola, retta azione, retta condotta di vita, retto sforzo, retta consapevolezza e retta concentrazione. In questa pagoda è possibile riposare guardando video introduttivi dell’intero complesso e sulla calligrafia ad un sol tratto.

### Padiglioni gemelli
Si presentano come una struttura dorata sospesa su un laghetto con fiori di loto. Il pian terreno ospita la casa da tè che offre cucina taiwanese vegetariana. Al primo piano si ha l’opportunità di provare la cerimonia del tè con degustazione, mentre al secondo è possibile dilettarsi nella calligrafia su brani tratti dai sutra, le sacre scritture buddiste. Sempre al secondo piano hanno luogo conferenze aperte al pubblico su temi quali l’educazione, la cultura e le arti.

### Largo della Saggezza-Bodhi

#### I diciotto Arhat
Allineate lungo i lati della corte sono le statue raffiguranti gli Arhat, realizzate dallo scultore taiwanese Wu Jung Tzu. Tre gruppi di figure compongono l’insieme dei Diciotto:
I dieci grandi discepoli del Buddha:
- Sariputra
- Maudgalyayana
- Mahakasyapa
- Subhuti
- Purna
- Katyayana
- Aniruddha
- Upali
- Rahula
- Ananda

I tre Arhat menzionati nel Sutra di Amitabha:
- Cudapanthaka
- Pindola
- Kalodayin

I due Arhat peculiari del folclore Cinese:
- Ji Gong (l'Arhat che sottomette il drago)
- Fuhu (l'Arhat che doma la tigre)

Ed infine, come segno di uguaglianza tra i sessi, il maestro Hsing Yu ha incluso tre bhiksuni (monache buddiste):
- Mahaprajapati
- Bhadra Kapilani
- Utpalavarna.

#### Gli otto patriarchi
I fondatori delle otto scuole di buddismo Mahayana cinese fanno schiera sul fronte del palazzo principale, anche essi opera dello scultore Wu Jung Tzu. In ordine da sinistra a destra compaiono:
- Jizang della scuola dei Tre Trattati
- Xianshou della scuola Huayan
- Xuanzang della scuola Faxiang
- Zhiyi della scuola Tiantai
- Bodhidharma della scuola Chan
- Huiyuan della scuola della Terra Pura
- Daoxuan della scuola del Vinaya di Nanshan
- Subhakarasimha della scuola Vajrayana.

### Palazzo principale
Costruito secondo lo stile dello stupa indiano, ha la base in arenaria gialla mentre il corpo dell’edificio è in pietra. All’interno della guglia centrale sono archiviate un milione di copie del Sutra del Cuore, una iniziativa dal titolo "Un milione di Sutra del Cuore nel Buddha”, lanciata a seguito della costruzione del Buddha Museum.

#### Santuario di Avalokiteśvara del Monte Potalaka
Collocato all'inizio del palazzo principale, il santuario ospita la statua in vetro di Avalokiteśvara dalle mille braccia e mille occhi, realizzata dall'artista contemporanea Loretta Yang. La scultura misura quasi cinque metri di altezza ed è attualmente la più alta realizzata dall'artista. Qui la affiancano Sudhana e la Ragazza Naga, con il Mantra della Grande Compassione iscritto sul muro semicircolare alle loro spalle, mentre i lati presentano le 33 manifestazioni del Bodhisattva Avalokiteśvara. Il muro esterno del santuario inoltre è decorato dal capitolo “La porta universale” del Sutra del Loto.

#### Santuario del Buddha dorato
Situato dietro al santuario di Avalokiteśvara, ospita una statua d'oro del Buddha donata a Fo Guang Shan nel 2004 dal supremo patriarca della Thailandia, Somdet Phra Nyanasamvara, in occasione del suo novantesimo compleanno.

#### Santuario del Buddha di giada
Proseguendo ancora si accede all’ultimo santuario, ove una statua di giada bianca della Birmania ritrae il Buddha coricato su un fianco nell’atto di entrare nel parinirvana. Sopra di essa è visibile il reliquiario con il dente del Buddha. Ai lati della statua sono bassorilievi in giada colorata della Terra Pura occidentale Sukhavati del Buddha Amitabha e della Terra Pura orientale Vaidurya del Buddha della medicina, mentre bassorilievi in legno di sandalo ricoprono i muri laterali di stupa e pagode in varie forme.

#### Museo dei palazzi sotterranei
La galleria espone reperti ritrovati in vari palazzi sotterranei, anche se prevalentemente in quello scoperto sotto al Tempio Famen.

#### Museo delle festività buddiste
Con l’ausilio di tecnologia interattiva qui si può dare uno sguardo alle diverse festività buddiste celebrate a Fo Guang Shan, quali:
- Bagno del Buddha Bambino in occasione della natività del Buddha
- Cerimonia dei Tre Passi e un Inchino per l'anniversario di Avalokiteśvara
- Osservanza della Ullambana durante il settimo mese lunare
- Offerta di cibo al Sangha durante il Giorno didel Sangha.

#### Museo della storia di Fo Guang Shan
Questa galleria mostra in dettaglio la storia di Fo Guang Shan fino al 2011.

#### Museo della vita del Buddha
Esso racconta la storia di Sakyamuni Buddha dalla sua nascita fino al parinirvana. La galleria proietta anche brevi filmati gratuiti in 4D:
- Spettacolo mattutino: La vita del Buddha
- Spettacolo pomeridiano: La lampada della poverella.

#### Auditorium della grande illuminazione
L’auditorium multifunzionale è situato al terzo piano e può ospitare 2000 persone. La sua struttura a 360 gradi ed il palco circolare girevole permettono la visione degli spettacoli da ogni posizione. Molte troupe internazionali si sono avvicendate in questo auditorium fin dalla sua apertura.

### Stupa delle quattro nobili verità
Gli stupa delle quattro nobili verità, eretti ai quattro angoli del palazzo principale, testimoniano il primo sermone tenuto dal Buddha a seguito della sua illuminazione. I quattro stupa sono dedicati ai Quattro Grandi Bodhisattva, Avalokitesvara, Ksitigarbha, Manjusri e Samanthabhadra, ai quali è possibile dedicare offerte di incenso, fiori e candele.

### Grande Buddha di Fo Guang Shan
Completato nel 2011, è occorso più di un anno per la sua realizzazione, con l’impiego di 1800 tonnellate di metallo. La statua misura 40 metri, mentre l’altezza complessiva basamento incluso è di 108 metri (numero propizio nel buddismo). La statua rappresenta Sakyamuni Buddha.

## 48 Palazzi sotterranei
Sebbene non siano aperti al pubblico, i 48 Palazzi Sotterranei fungono da capsule temporali, che racchiudono memorie della civiltà umana. Ogni anno si tiene la “Cerimonia di custodia dei tesori dei palazzi sotterranei”, durante la quale i manufatti donati e provenienti da ogni parte del mondo vengono collocati in questi locali interrati. Con l'obiettivo di preservare la cultura, la fede e gli aspetti della vita quotidiana umana, la raccolta di questi oggetti assume un grande valore commemorativo, storico e contemporaneo. Infatti, ognuno di questi ambienti sarà aperto a turno ogni cento anni, nuovi oggetti verranno posti al suo interno nonché verrà sigillato nuovamente. Per far comprendere la funzione di questo progetto ai visitatori, vi è una mostra permanente situata al piano terra nel palazzo principale, intitolata “Il museo dei palazzi sotterranei”.

## Arte

### Bassorilievi
Bassorilievi di vario genere si trovano lungo i camminamenti coperti che conducono al palazzo principale e all’interno del palazzo stesso:
- Ventidue bassorilievi riguardano gli atti di compassione e saggezza del Buddha, generalmente conosciuti come “Storie del Buddha”
- Arte e Storie Chan sono tratti da “Cuore Chan, Arte Chan” di Gao Ertai e sua moglie Pu Xiaoyu
- I murales sulla “Salvaguardia della vita” invece si basano sulla serie “Difendendo la vita”, dipinta da Feng Zikai e sua figlia Feng Yiyin
- Bassorilievi in giada raffiguranti la Terra Pura occidentale del Buddha Amitabha e la Terra Pura orientale del Buddha della medicina si trovano nel santuario del Buddha di giada
- Intagli in legno di sandalo riproducenti stupa secondo gli stili di varie parti del mondo si possono ammirare sempre nel santuario del Buddha di giada, sui muri laterali.

### Calligrafia ad un sol tratto
Calligrafie del maestro Hsing Yun si notano un poco ovunque nel museo, ma una esposizione permanente delle sue opere si trova nella pagoda delle sei perfezioni.

### Statue
Esse sono collocate alla fine del museo.
- I Diciotto Arhat e gli Otto Patriarchi sono opera di Wu Jungtzu e li si può ammirare nel Largo della Saggezza-Bodhi
- La statua di Avalokiteśvara dalle mille braccia e mille occhi all'interno del santuario di Avalokiteśvara è stata realizzata in vetro dall'artista contemporanea Loretta Yang
- La statua del Buddha dorato all'interno del santuario omonimo venne donata nel 2004 a Fo Guang Shan dal diciannovesimo patriarca supremo della Thailandia. In occasione del suo novantesimo compleanno, Somdet Phra Nyanasamvara fece fare diciannove statue e le donò ai paesi nei quali il buddismo è prosperato. Fo Guang Shan venne scelto a rappresentare Taiwan
- La statua del Buddha sdraiato all'interno del santuario del Buddha di giada fu scolpito in giada bianca della Birmania
- La statua del Grande Buddha di Fo Guang Shan sul fondo del complesso è costituita da 1800 tonnellate di metallo e misura 40 metri di altezza

### Scultura
Una grande opera di intaglio su un albero di canfora, raffigura il Buddha Sakyamuni mentre espone il Dharma ai Cinquecento Arhat sul Picco dell’Avvoltoio, ed è visibile nell'atrio del palazzo principale.

### Gallerie d'arte
Situate nel palazzo principale, quattro esibizioni permanenti trovano posto al piano terra. Il primo piano invece vede la presenza di gallerie a rotazione periodica che espongono pezzi da tutto il mondo.

## Istruzione
Come parte del programma di Fo Guang Shan di "Coltivare talenti attraverso l'educazione", il museo propone corsi educativi secondo principi basati sui Tre atti di bontà: fare buone azioni, dire buone parole, nutrire buoni pensieri.

## Orari
- Feriali: 9.00 - 19.00 (Palazzo principale: 9.00 - 18.00)
- Festivi: 9.00 - 20.00 (Palazzo principale: 9.00 - 19.00)
- Capodanno cinese: soggetto a modifiche, si prega di consultare il sito in inglese

Entrata libera

## Mezzi di trasporto
- Dalla fermata degli autobus prospiciente la stazione ferroviaria di Kaohsiung: prendere l’autobus municipale diretto al Monastero Fo Guang Shan
- Dall’aeroporto di Kaohsiung: prendere la metropolitana per la stazione del treno ad alta velocità HSR di Zuoying, quindi proseguire con lo Eda bus o lo HAFO Express diretti al Buddha Museum
- Dalla stazione del treno ad alta velocità HSR di Zuoying: salire sullo Eda bus, lo HAFO Express o l’autobus municipale diretti al Buddha Museum
- Dalla stazione metro Dadong di Kaohsiung: durante i fine settimana e le festività nazionali, servirsi degli Holiday Tour Bus del distretto Dashu di Kaohsiung
- Da Pintung: prendere l’autobus municipale 8026 "Pintung-Ligang-Fo Guang Shan”.

## Premi e riconoscimenti
- 2012 - Golden Lion per la cultura e l’educazione al tredicesimo Golden Award nazionale di architettura
- 2013 - "Top 100 siti religiosi di Taiwan”, Ministero dell'Interno
- 2014 - Membro più giovane dell'International Council of Museums (ICOM)
- Vincitore del Traveler's Choice 2014 come sito turistico di maggior popolarità a Kaohsiung, TripAdvisor
- 25 ottobre - Premio Eccellenti servizi igienici, Governo di Kaohsiung
- 13 novembre - Certificazione ISO 50001 per la gestione energetica (prima volta per un museo ed organizzazione religiosa)
- 16 dicembre - Premio Bagni eccellenti negli autobus, Amministrazione per la protezione ambientale, nonché citazione nel libro digitale “Il magico viaggio nel mondo dei bagni”
- 31 ottobre 2015 - Secondo posto al premio “Bagni pubblici” nella categoria dei siti turistici panoramici di Kaohsiung
- 16 gennaio 2016 - "Miglior progetto storico e culturale per il turismo”, ITIA: Quinto investimento turistico in Cina
- Maggio - Traveler's Choice 2016, TripAdvisor, e quarto posto nella Top Ten dei luoghi di interesse di Taiwan.